# Davit Khutsishvili
Davit Khutsishvili, né le 19 octobre 1990 à Sagaredjo (Union soviétique), est un lutteur géorgien.

## Carrière
Il est médaillé de bronze des moins de 74 kg en lutte libre aux Championnats d'Europe de lutte 2011 et aux Championnats du monde de lutte 2011 et médaillé d'argent des moins de 74 kg en lutte libre aux Championnats d'Europe de lutte 2012. 
Il a participé aux Jeux olympiques de 2012 à Londres dans la catégorie des poids moyens et a fini à la sixième place après avoir battu le Mongol Pürevjavyn Önörbat et le Bissau-Guinéen Augusto Midana. Il s'est incliné face à Denis Tsargush.
Il est médaillé d'or en moins de 80 kg aux Jeux mondiaux de plage de 2019.